# Mary J. Blige

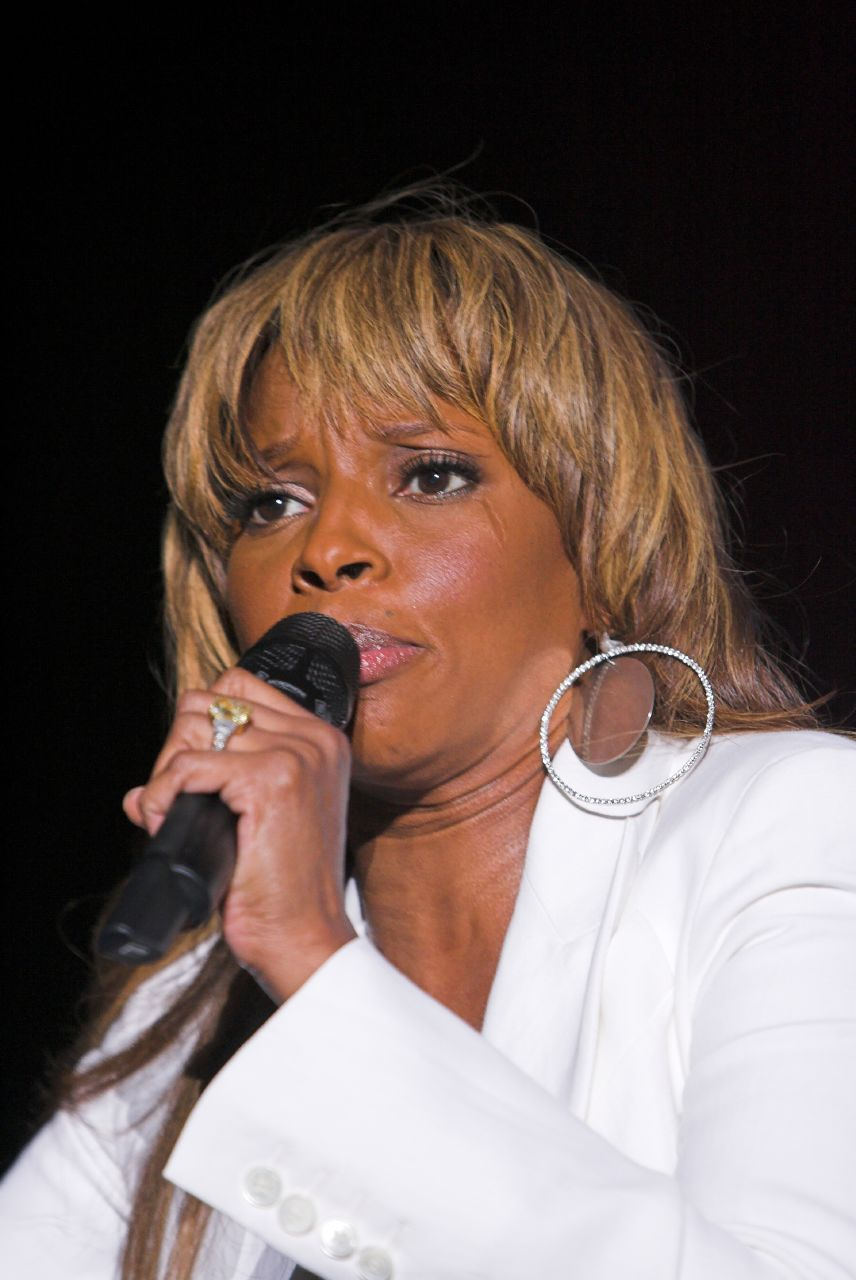
Mary J. Blige (Juli 2007)

Mary Jane Blige [ˈbɫaɪd͡ʒ] (* 11. Januar 1971 in New York City) ist eine US-amerikanische Sängerin, Songwriterin und Schauspielerin. Mit mehr als 40 Millionen verkauften Tonträgern und neun Grammys gilt sie als eine der erfolgreichsten R&B-Interpretinnen.

## Leben und Werk

### Jugend
Mary J. Blige kam am 11. Januar 1971 im New Yorker Stadtteil Bronx zur Welt. Ihr Vater Thomas war Jazzmusiker, ihre Mutter Cora war Krankenschwester. 1975 verließ ihr Vater die Familie und ihre Mutter zog mit Mary und deren älterer Schwester LaTonya in die Vorstadt Yonkers. Im Alter von fünf Jahren wurde Mary J. Blige sexuell missbraucht.
In Yonkers trat sie bereits im Alter von sieben Jahren als Leadsängerin des örtlichen Kirchenchors bei Gesangswettbewerben vor größerem Publikum auf.
Als Teenager hielt Mary J. Blige weiterhin zur Musik, begann allerdings mit 15, erstmals mit Drogen zu experimentieren, und mit 16 brach sie vorzeitig die High School ab.

### Musikkarriere
1988 nahm Blige im Alter von 17 Jahren ihre erste Demokassette auf, eine improvisierte Coverversion von Anita Bakers Caught Up in the Rapture. Durch Kontakte des damaligen Freundes ihrer Mutter geriet das Band an Andre Harrell, den Vorsitzenden des unabhängigen Hip-Hop-Labels Uptown Records. Nach einem erfolgreichen Vorsingen im Jahr darauf unterschrieb Blige bei diesem Label ihren ersten Plattenvertrag.

#### 1990er Jahre
Bei Uptown Records begann Blige unmittelbar mit den Aufnahmen zu ihrem Debütalbum. Jedoch war sie öffentlich zunächst nur als Backgroundsängerin ihrer Labelkollegen Heavy D. und Father MC zu hören, bis im Juli 1992 ihr Debütalbum What’s the 411? veröffentlicht wurde. Dank zwei Nummer-eins-Hits in den amerikanischen R&B-Charts entwickelte sich die Platte innerhalb eines halben Jahres mit mehr als drei Millionen verkauften Exemplaren zu einem großen Erfolg. Beteiligt waren daran neben den Sängern DeVante Swing und K-Ci von der R&B-Gruppe Jodeci auch der junge Produzent Sean Combs. Aufgrund des anhaltenden Erfolges veröffentlichte Uptown Records Ende 1993 mit What’s the 411? Remix eine weitere, überarbeitete Edition des Albums.
Im Dezember 1994 erschien Bliges zweites Album My Life, das erneut Sean „Puff Daddy“ Combs produzierte, der damals auch ihr Manager war. Trotz vier weniger erfolgreicher Singles wurde das Album mit weiteren drei Millionen verkauften Alben zu einem erneuten Erfolg für Uptown Records. Blige befand sich zu dieser Zeit aufgrund ihrer Drogenabhängigkeit, Alkoholsucht und Depressionen in einer privaten Sinnkrise. Dennoch arbeitete sie 1995 weiterhin an mehreren verschiedenen Projekten, darunter Not Gon’ Cry, eine erfolgreiche Zusammenarbeit mit Babyface, und I’ll Be There for You/You’re All I Need to Get By, ein Duett mit Rapper Method Man, das im Folgejahr mit einem Grammy prämiert wurde.
Nach der Auflösung von Uptown Records wechselte Blige zu MCA Records und veröffentlichte dort 1997 ihr drittes Studioalbum Share My World. Mit Combs, der im Vorjahr sein Label Bad Boy Records gegründet hatte, kam es zu privaten und geschäftlichen Konflikten. Daher wurde dieses dritte Album nicht von Combs produziert, sondern von einer Gruppe nicht minder angesehener Produzenten wie Darkchild, Babyface und R. Kelly. Nicht zuletzt dank der vier erfolgreichen Auskopplungen Love Is All We Need (feat. Nas), I Can Love You (feat. Lil’ Kim), Everything und Seven Days erreichte das Album Platz eins der US-amerikanischen Albumcharts. 1998 folgte mit The Tour Bliges erstes Livealbum.
Im August 1999 erschien Bliges viertes Album Mary. Verglichen mit ihren früheren Veröffentlichungen bietet es eine reifere Zusammenstellung retrostilistischer Songs, die unter anderem mit Aretha Franklin, Elton John, Lauryn Hill und Eric Clapton eingespielt wurden. Obwohl die Platte überwiegend positive Kritiken erhielt, konnte sie mit zwei Millionen verkauften Exemplaren nicht ganz an den Erfolg der vorherigen Alben anknüpfen. Trotzdem konnte Blige mit As, einem Duett mit George Michael, und 911, einer Zusammenarbeit mit Wyclef Jean, zwei weitere Charthits landen.

#### 2000er Jahre

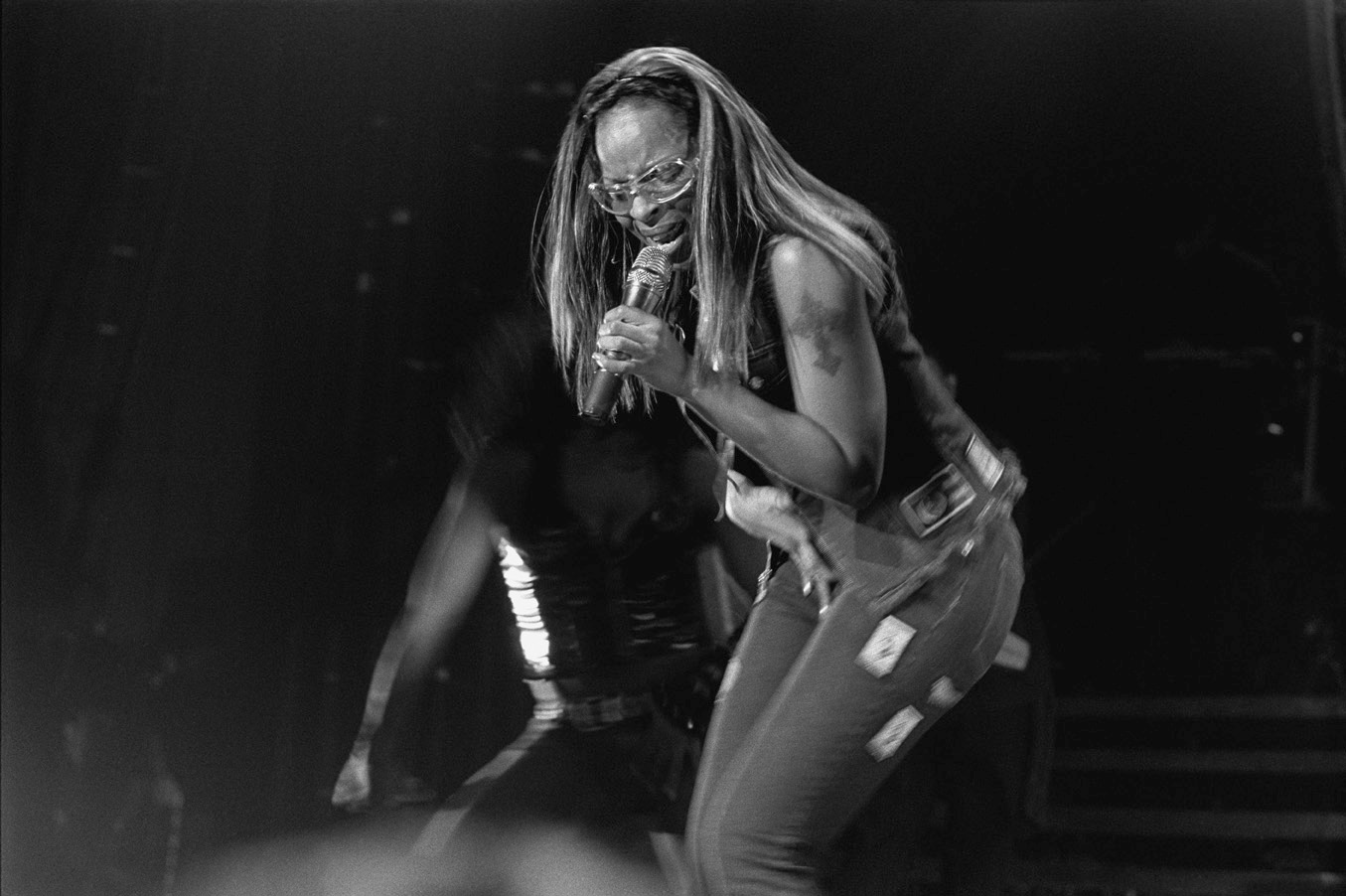
Mary J. Blige in Hamburg (2000)

Nach zwei Jahren Arbeit erschien im August 2001 Bliges fünftes Album No More Drama. Die von Dr. Dre produzierte, vorab veröffentlichte Singleauskopplung Family Affair entwickelte sich zu Bliges erstem internationalen Nummer-eins-Hit. Im deutschsprachigen Raum erreichte sie damit erstmals die Top Ten der Singlecharts. Aufgrund des anhaltenden Erfolges der Auskopplungen Dance for Me und No More Drama wurde das Album im darauf folgenden Jahr wiederveröffentlicht. Zusätzliche Songs waren unter anderem das in Zusammenarbeit mit Ja Rule aufgenommene Rainy Dayz und das Grammy-prämierte He Think I Don't Know.
Nach einem Labelwechsel zu Geffen Records veröffentlichte Blige im August 2003 ihr sechstes Studioalbum Love & Life. Nachdem die früheren Differenzen beigelegt waren, wurde das Album überwiegend von Sean Combs produziert, der sich inzwischen P. Diddy nannte. Das Album erreichte Platz eins der US-Albumcharts. Doch aufgrund der wenig erfolgreichen Singles Love @ 1st Sight (feat. Method Man), Ooh!, Not Today (feat. Eve) und It's a Wrap entwickelte es sich letztlich zu Bliges größtem kommerziellen Misserfolg.
Für Sommer 2005 war eigentlich Bliges erstes Greatest-Hits-Album mit dem Titel Reminisce geplant. Da aber sowohl die Promosingle MJB Da MVP als auch die Vorab-Singleauskopplung Be Without You unerwartet positive Resonanz erhielten, entschied man sich stattdessen, das für Frühjahr 2006 geplante nächste Album vorzuziehen. So erschien bereits im Dezember 2005 Bliges siebtes Album The Breakthrough. Die unter anderem von Darkchild, will.i.am und Raphael Saadiq produzierte Platte verkaufte sich allein in den Vereinigten Staaten in nur einer Woche über 730.000 Mal und gilt seitdem als das am schnellsten verkaufte Album einer afroamerikanischen Sängerin. Die Auskopplungen Be Without You und One, ein Duett mit U2, entwickelten sich zu Bliges größten Charterfolgen seit 2001.

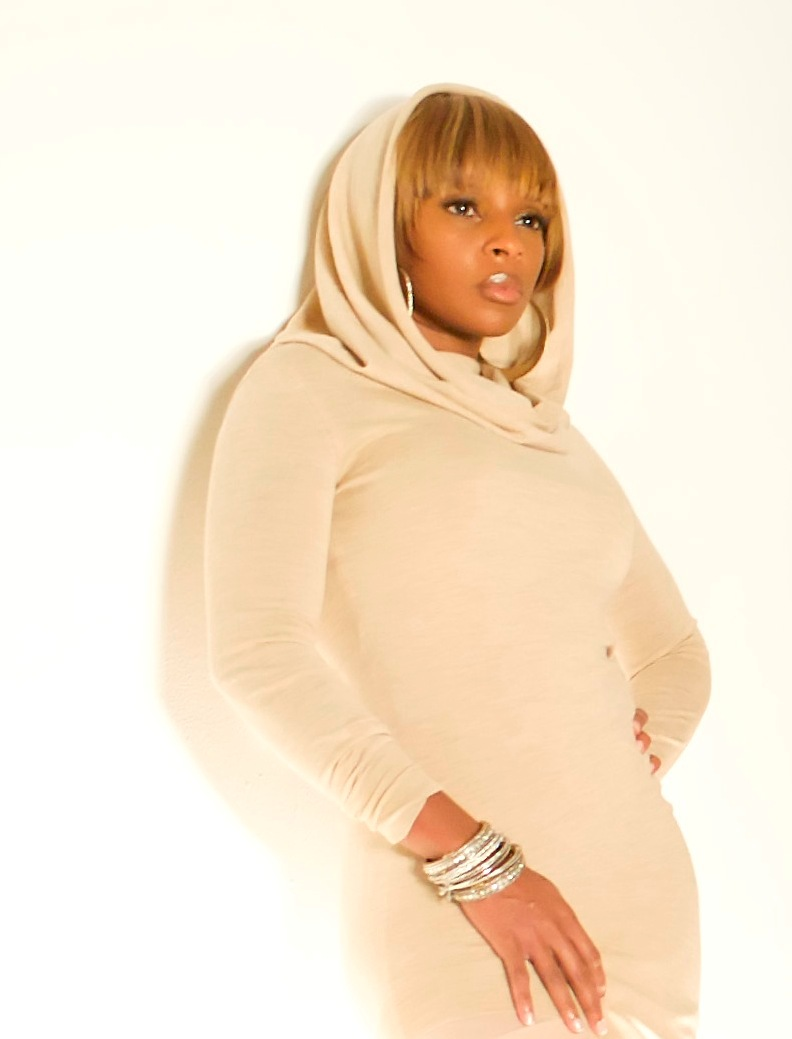
Mary J. Blige posiert für den Fotografen Markus Klinko (2007)

Ihr Greatest-Hits-Album brachte Blige unter dem Titel Reflections – A Retrospective im Herbst 2006 auf den Markt. Es konnte in mehreren Ländern hohe Chartpositionen erreichen. Die erste Single daraus trug den Titel We Ride (I See the Future). Ende 2007 erschien ihr zwölftes Album Growing Pains, aus welchem die Single Just Fine stammt. Das Album erreichte im Januar 2008 Platz eins der Nummer-eins-Hits in den USA und war in den Top 10 der Hitparaden von Großbritannien und der Schweiz. Die Single Just Fine erreichte Platz 22 in den Billboard Hot 100 und Platz 16 in den britischen Singlecharts.
Ihr dreizehntes Album Stronger with Each Tear erschien 2009. Die Single I Am daraus erreichte Platz 55 in den Billboard Hot 100. Insgesamt war das Album 74 Wochen lang in den Billboard 200.
Am 3. September 2011 erschien in den Vereinigten Staaten ihr Album Nummer 14 mit dem Titel “My Life II... The Journey Continues”. Die daraus ausgekoppelte Single Someone to Love Me (Naked) (feat. Diddy & Lil Wayne) erschien schon im April 2011 und erreichte Platz 28 der Billboard-Charts.
Der Rolling Stone listete Blige 2008 auf Rang 100 der 100 größten Sänger aller Zeiten.
2021 wurde die von Vanessa Roth inszenierte Musikdokumentation Mary J. Blige's My Life veröffentlicht.

### Schauspielkarriere
Ihr Schauspieldebüt gab Mary J. Blige 1998 bei einem Kurzauftritt in Jamie Foxx’ Sitcom Der Hotelboy; als Ola Mae verkörperte sie die Rolle einer jungen Pfarrerstochter, die sich nach mehr als „nur“ Gospelmusik sehnt. Drei Jahre später war sie erstmals in einer Hauptrolle auf der Kinoleinwand zu sehen; in dem Independent Film Prison Song mimte Blige die alleinerziehende Mutter eines jungen Strafgefangenen (dargestellt von Rapper Q-Tip). Ende 2001 war die Sängerin zudem innerhalb einer einzigen Folge in einer Gastrolle in der Serie Strong Medicine: Zwei Ärztinnen wie Feuer und Eis zu sehen.
Im Frühjahr 2004 gab sie ihr Broadwaydebüt in dem Stück The Exonerated. Blige porträtierte die Rolle der Sunny Jacobs, eine Frau, die nach zwanzig Jahren unberechtigten Gefängnisaufenthalts in die Freiheit entlassen wird.
2005 wurde berichtet, dass Mary J. Blige in Kürze in einer von MTV produzierten autobiografischen Verfilmung der Sängerin Nina Simone die Hauptrolle spielen würde. Seit 2010 wurde der Film Nina gedreht und 2016 veröffentlicht, doch ging die Hauptrolle an Zoe Saldana. Im Film Mudbound übernahm Blige die Rolle von Florence Jackson und wurde hierfür für den Oscar als Beste Nebendarstellerin nominiert.
2012 spielte sie die Rolle der Tabledance-Bar Besitzerin Justice im Film-Musical „Rock of Ages“.
2019 war sie in der Netflix-Serie The Umbrella Academy als Auftragsmörderin Cha Cha zu sehen.

## Privatleben
Blige heiratete am 7. Dezember 2003 ihren Manager, Martin „Kendu“ Isaacs. Im Juli 2016 reichte Blige unter Berufung auf „unüberbrückbare Differenzen“ die Scheidung ein. Die Scheidung von Blige und Isaacs wurde am 21. Juni 2018 vollzogen.

## Trivia
Am 11. Januar 2018, ihrem 47. Geburtstag, bekam sie den 2626. Stern auf dem Hollywood Walk of Fame.

## Diskografie
Studioalben

| Jahr | Titel Musiklabel                                               | Höchstplatzierung, Gesamtwochen, AuszeichnungChartplatzierungen (Jahr, Titel, Musiklabel, Platzierungen, Wochen, Auszeichnungen, Anmerkungen) | Höchstplatzierung, Gesamtwochen, AuszeichnungChartplatzierungen (Jahr, Titel, Musiklabel, Platzierungen, Wochen, Auszeichnungen, Anmerkungen) | Höchstplatzierung, Gesamtwochen, AuszeichnungChartplatzierungen (Jahr, Titel, Musiklabel, Platzierungen, Wochen, Auszeichnungen, Anmerkungen) | Höchstplatzierung, Gesamtwochen, AuszeichnungChartplatzierungen (Jahr, Titel, Musiklabel, Platzierungen, Wochen, Auszeichnungen, Anmerkungen) | Höchstplatzierung, Gesamtwochen, AuszeichnungChartplatzierungen (Jahr, Titel, Musiklabel, Platzierungen, Wochen, Auszeichnungen, Anmerkungen) | Höchstplatzierung, Gesamtwochen, AuszeichnungChartplatzierungen (Jahr, Titel, Musiklabel, Platzierungen, Wochen, Auszeichnungen, Anmerkungen) | Anmerkungen                                                   |
| Jahr | Titel Musiklabel                                               | DE | AT | CH | UK | US | R&B | Anmerkungen                                                   |
| ---- | -------------------------------------------------------------- | --- | --- | --- | --- | --- | --- | ------------------------------------------------------------- |
| 1992 | What’s the 411? MCA Records (BMG)                              | — | — | — | UK53 Silber · (1 Wo.)UK | US6 ×4Vierfachplatin · (58 Wo.)US | R&B1 (64 Wo.)R&B | Erstveröffentlichung: 28. Juli 1992 Verkäufe: + 4.060.000     |
| 1994 | My Life MCA Records (BMG)                                      | — | — | — | UK59 Gold · (14 Wo.)UK | US7 ×3Dreifachplatin · (46 Wo.)US | R&B1 (85 Wo.)R&B | Erstveröffentlichung: 29. November 1994 Verkäufe: + 3.150.000 |
| 1997 | Share My World MCA Records (BMG)                               | DE37 (11 Wo.)DE | — | CH41 (2 Wo.)CH | UK8 Gold · (39 Wo.)UK | US1 ×3Dreifachplatin · (57 Wo.)US | R&B1 (75 Wo.)R&B | Erstveröffentlichung: 14. April 1997 Verkäufe: + 3.300.000    |
| 1999 | Mary MCA Records (UMG)                                         | DE38 (6 Wo.)DE | — | CH16 (7 Wo.)CH | UK5 Gold · (7 Wo.)UK | US2 ×2Doppelplatin · (57 Wo.)US | R&B1 (69 Wo.)R&B | Erstveröffentlichung: 17. August 1999 Verkäufe: + 2.350.000   |
| 2001 | No More Drama MCA Records (UMG)                                | DE13 Gold · (35 Wo.)DE | AT17 (17 Wo.)AT | CH7 Platin · (49 Wo.)CH | UK4 Platin · (64 Wo.)UK | US2 ×2Doppelplatin · (24 Wo.)US | R&B1 (27 Wo.)R&B | Erstveröffentlichung: 21. August 2001 Verkäufe: + 3.332.500   |
| 2003 | Love & Life Geffen Records (UMG)                               | DE21 (6 Wo.)DE | AT49 (3 Wo.)AT | CH3 (9 Wo.)CH | UK8 Gold · (6 Wo.)UK | US1 Platin · (25 Wo.)US | R&B1 (42 Wo.)R&B | Erstveröffentlichung: 26. August 2003 Verkäufe: + 1.200.000   |
| 2005 | The Breakthrough Geffen Records (UMG)                          | DE28 Gold · (29 Wo.)DE | AT42 (19 Wo.)AT | CH7 Platin · (37 Wo.)CH | UK22 Gold · (33 Wo.)UK | US1 ×3Dreifachplatin · (72 Wo.)US | R&B1 (102 Wo.)R&B | Erstveröffentlichung: 9. Dezember 2005 Verkäufe: + 3.375.000  |
| 2007 | Growing Pains Geffen Records (UMG)                             | DE32 (4 Wo.)DE | AT36 (4 Wo.)AT | CH6 (11 Wo.)CH | UK6 Silber · (7 Wo.)UK | US1 Platin · (36 Wo.)US | R&B1 (76 Wo.)R&B | Erstveröffentlichung: 18. Dezember 2007 Verkäufe: + 1.060.000 |
| 2009 | Stronger with Each Tear Geffen Records (UMG)                   | — | — | CH66 (6 Wo.)CH | UK33 (2 Wo.)UK | US2 Gold · (37 Wo.)US | R&B1 (49 Wo.)R&B | Erstveröffentlichung: 18. Dezember 2009 Verkäufe: + 500.000   |
| 2011 | My Life II… The Journey Continues (Act 1) Geffen Records (UMG) | DE93 (1 Wo.)DE | — | CH31 (3 Wo.)CH | UK76 (1 Wo.)UK | US5 Gold · (29 Wo.)US | R&B2 (78 Wo.)R&B | Erstveröffentlichung: 18. November 2011 Verkäufe: + 500.000   |
| 2014 | The London Sessions Capitol Records (UMG)                      | — | — | CH27 (2 Wo.)CH | UK40 (2 Wo.)UK | US9 (13 Wo.)US | R&B1 (26 Wo.)R&B | Erstveröffentlichung: 24. November 2014                       |
| 2017 | Strength of a Woman Capitol Records (UMG)                      | — | — | CH63 (1 Wo.)CH | UK54 (1 Wo.)UK | US3 (8 Wo.)US | R&B2 (4 Wo.)R&B | Erstveröffentlichung: 28. April 2017                          |
| 2022 | Good Morning Gorgeous Mary Jane Productions (300)              | — | — | CH56 (2 Wo.)CH | — | US14 (3 Wo.)US | R&B9 (2 Wo.)R&B | Erstveröffentlichung: 11. Februar 2022                        |
| 2024 | Gratitude Mary Jane Productions (300)                          | — | — | — | — | — | — | Erstveröffentlichung: 15. November 2024                       |

## Filmografie (Auswahl)
- 2001: Prison Song
- 2001: Angel: One More Road to Cross
- 2001: Strong Medicine: Zwei Ärztinnen wie Feuer und Eis (Strong Medicine, Fernsehserie, Folge History)
- 2007: Ghost Whisperer – Stimmen aus dem Jenseits (Ghost Whisperer, Fernsehserie, Folge Hexenkult)
- 2009: I Can Do Bad All By Myself
- 2009: 30 Rock (Fernsehserie, Folge Konzert für eine Niere)
- 2012: Rock of Ages
- 2015: Empire (Fernsehserie, 2 Folgen)
- 2015: Black-ish (Fernsehserie, Folge 1x24)
- 2016: How to Get Away with Murder (Fernsehserie, 2 Folgen)
- 2017: Mudbound
- 2019: The Umbrella Academy (Fernsehserie, 9 Folgen)
- 2019: Scream (Fernsehserie, 3 Folgen)
- 2020: Trolls 2 – Trolls World Tour (Trolls World Tour, Stimme)
- 2020: The Violent Heart
- 2020: Body Cam – Unsichtbares Grauen
- 2020: Pink Skies Ahead
- seit 2020: Power Book II: Ghost (Fernsehserie)
- 2021: Respect
- 2024: Rob Peace

## Auszeichnungen (Auswahl)
- 1996: Grammy - Best Rap Performance by a Duo or Group – für „I’ll Be There for You“/„You’re All I Need to Get By“ (mit Method Man)
- 2002: MTV Video Music Awards – Best R&B Video – für “No More Drama”
- 2003: Grammy – Best Female R&B Vocal Performance – für „He Think I Don't Know“
- 2004: Grammy – Best Pop Collaboration with Vocals – für „Whenever I Say Your Name“ (mit Sting)
- 2006: Women’s World Award – World Artist Award
- 2007: Grammy – Best Female R&B Vocal Performance – für „Be Without You“
- 2007: Grammy – Best R&B-Song – für „Be Without You“
- 2007: Grammy – Best R&B-Album – für „The Breakthrough“
- 2008: Grammy – Best R&B-Performance by a Duo/Group with Vocals – für „Disrespectful“ (mit Chaka Khan)
- 2008: Grammy – Best Gospel Performance – für „Never Gonna Break My Faith“ (mit Aretha Franklin)
- 2009: Grammy – Best Contemporary R&B Album – für Growing Pains
- 2017: Hollywood Film Award – Hollywood Breakout Performance Actress Award[15]
- 2017: Gotham Award – Nominierung als beste Nachwuchsschauspielerin (Mudbound)[16]
- 2018: Critics’ Choice Movie Award – Nominierung als beste Nebendarstellerin (Mudbound)[17]
- 2018: Golden Globe Award – Nominierung als beste Nebendarstellerin (Mudbound)
- 2018: Screen Actors Guild Award – Nominierung als beste Nebendarstellerin (Mudbound)
- 2018: Oscar – Nominierung als Beste Nebendarstellerin (Mudbound) / Nominierung für Bester Song „Mighty River“ (Mudbound)